# Cantó d'Aimostier
El cantó d'Aimostier és un cantó francès del departament de l'Alta Viena, situat al districte de Llemotges. Té 12 municipis i el cap és Aimostier.

## Municipis
- Ònha
- Beu Mont
- Bujaleu
- Chaisson la Chapèla
- Doms
- Aimostier
- Neda
- Pairac lo Chasteu
- Remnac
- Sent Amand
- Senta Anna Sent Príech
- Sent Julian lo Pitit

## Història
| Data d'elecció                           | Identitat      | Partit | Qualitat |
| ---------------------------------------- | -------------- | ------ | -------- |
| 1961-1967                                | Jean Fraisseix | PCF    |          |
| 1967-1998                                | André Leycure  | PCF    |          |
| 1998-                                    | Michel Ponchut | ADS    |          |
| les dades anteriors no són pas conegudes |                |        |          |
|                                          |                |        |          |

## Demografia
| 1962  | 1968  | 1975  | 1982  | 1990  | 1999  | 2006  |
| ----- | ----- | ----- | ----- | ----- | ----- | ----- |
| 7.951 | 8.799 | 8.087 | 7.292 | 6.632 | 5.992 | 5.898 |